# Arrondissement Saint-Jean-de-Maurienne
Arrondissement Saint-Jean-de-Maurienne (fr. Arrondissement de Saint-Jean-de-Maurienne) je správní územní jednotka ležící v departementu Savojsko a regionu Rhône-Alpes ve Francii. Člení se dále na šest kantonů a 62 obce.

## Kantony
- Aiguebelle
- La Chambre
- Lanslebourg-Mont-Cenis
- Modane
- Saint-Jean-de-Maurienne
- Saint-Michel-de-Maurienne